# الهام چرخنده
الهام چرخنده (زادهٔ ۴ تیر ۱۳۵۷) بازیگر ایرانی است. او فعّالیت خود را از سال ۱۳۷۵ با بازی در فیلم عروسی مهتاب آغاز کرد. چرخنده پیش‌تر به عنوان ترانه‌سرا و خواننده نیز سابقهٔ کاری داشته و یک آلبوم موسیقی نیز ضبط کرده است. چرخنده می‌گوید پس از انتخاب حجاب دیگر هیچ پیشنهادی برای بازی در سینما دریافت نکرد.

چرخنده و همسر سابقش در دههٔ ۱۳۸۰ مجری برنامهٔ ستارهٔ مهاجر در شبکهٔ ماهواره‌ای مهاجر بودند که برنامه‌ای به سبک امریکن آیدل بود.

## فعالیت‌ها

### پروژهٔ یار دوازدهم
الهام چرخنده که به عنوان مجری طرح پروژهٔ یار دوازدهم در حمایت از بازیکنان تیم ملی در جام جهانی فوتبال ۲۰۱۴ انتخاب شده بود، چندی بعد از این سمت استعفا داد. برخی از هنرمندان نسبت به حضور الهام چرخنده به عنوانِ مجریِ طرح اعتراض داشتند و گفتند اگر وی مجری طرح باشد؛ ما در این پروژه حضور نخواهیم یافت.

### ادعای چادری کردن ۳٬۹۰۰ نفر
وی در مراسم اکران‌های دانشجویی جشنوارهٔ مردمی ادعا کرد که ۳٬۹۰۰ نفر با کمک او حاضر به استفاده از چادر شده‌اند.

#### خواهران منصوریان
الهه منصوریان به همراه خواهرش شهربانو منصوریان، ورزشکاران رشتهٔ وشو، در طی یک برنامهٔ ضبط شدهٔ محاوره‌محور در خصوص ماجرای چادری شدنشان گفتند که الهام چرخنده با وعده‌های مالی، شامل خانه و خودرو به اضافهٔ صد میلیون تومان وجه نقد به ازای هر نفرشان به پیش آن‌ها آمد و از آن‌ها خواست تا با هدف تبلیغات چادری شوند. آن‌ها در این رابطه افزودند که پس از انجام اعمالی که درخواست شده بود و علی‌رغم استفاده از چادر با گذشت چند سال خبری از وفای عهد چرخنده نشد و چیزی دریافت نکردند و الهام چرخنده آن‌ها را «بازی» داده است.

## دیدگاه‌ها

### در مورد علی خامنه‌ای
چرخنده در یک مصاحبهٔ تلویزیونی نوروزی در سال ۹۳، با نامیدن سید علی خامنه‌ای با عنوان نائب امام زمان تبریک نوروزی خود را به او تقدیم کرد. این عمل وی واکنش‌های بسیاری را در رسانه‌ها و شبکه‌های اجتماعی در پی داشت.
وی مدتی قبل تر نیز عکسی از خود را که در حرم امام رضا گرفته شده و دارای حجابی کامل نیز بوده با این متن در صفحه اینستاگرام خود قرار داده بود: «آقا امام رضا دعوتم کردند … بعد خیلی وقت … لابه لای محبت مردم و دعا و ذکر و عشق و خدا به یاد همتون بودم رفقا».
پس از آن در روز تولد علی بن ابی طالب، وی این روز را به رهبر ایران تبریک گفت و اظهار داشته بود: «ما به یک ۹ دی فرهنگی نیاز داریم». چندی بعد رسماً چادری شدن خود را اعلام کرد. در دیداری، رهبر جمهوری اسلامی ایران تلویحاً وی را زهرایی خطاب کرده بود.

### بی‌علاقگی به دفن شدن در قطعهٔ هنرمندان
الهام چرخنده در یکی از سخنرانی‌هایش گفت دوست ندارد که در قطعهٔ هنرمندان دفن شود؛
البته پیش از او فرج‌الله سلحشور کارگردان تلوزیون نیز چنین مطلبی را گفته بود که از دیدگاه هنرمندان توهین‌آمیز بود.

## حاشیه‌ها

### ادعاها در خصوص پیشنهاد بازیگری
وی همچنین مدعی شد که پیشنهادی چند میلیاردی از سوی یک «شبکهٔ ماهواره‌ای» برای بازی در نقش یک مانکن را رد کرده یا پیشنهادهایی از سوی بالیوود داشته که آن‌ها را نیز نپذیرفته. وی همچنین مدعی شد که در مقطعی که خارج از کشور بوده شانس‌های بسیاری برای برگزاری کنسرت داشته و می‌توانسته در جای خوانندگانی چون گوگوش بنشیند.

### کنایه به گلشیفته فراهانی
وی در کنایه‌ای تند گلشیفته فراهانی را چنان کوچک خواند که به بیان خود او «اسمش را هم در خاطر نداشت». وی در مورد او گفت که در خارج لباس‌های نامرئی می‌پوشد «کنایه به ماجرای برهنگی‌اش» و اخیراً نیز مدعی شد که در یک فیلم «افغانی» برهنه شده است.

### توهین به یک دانشجو

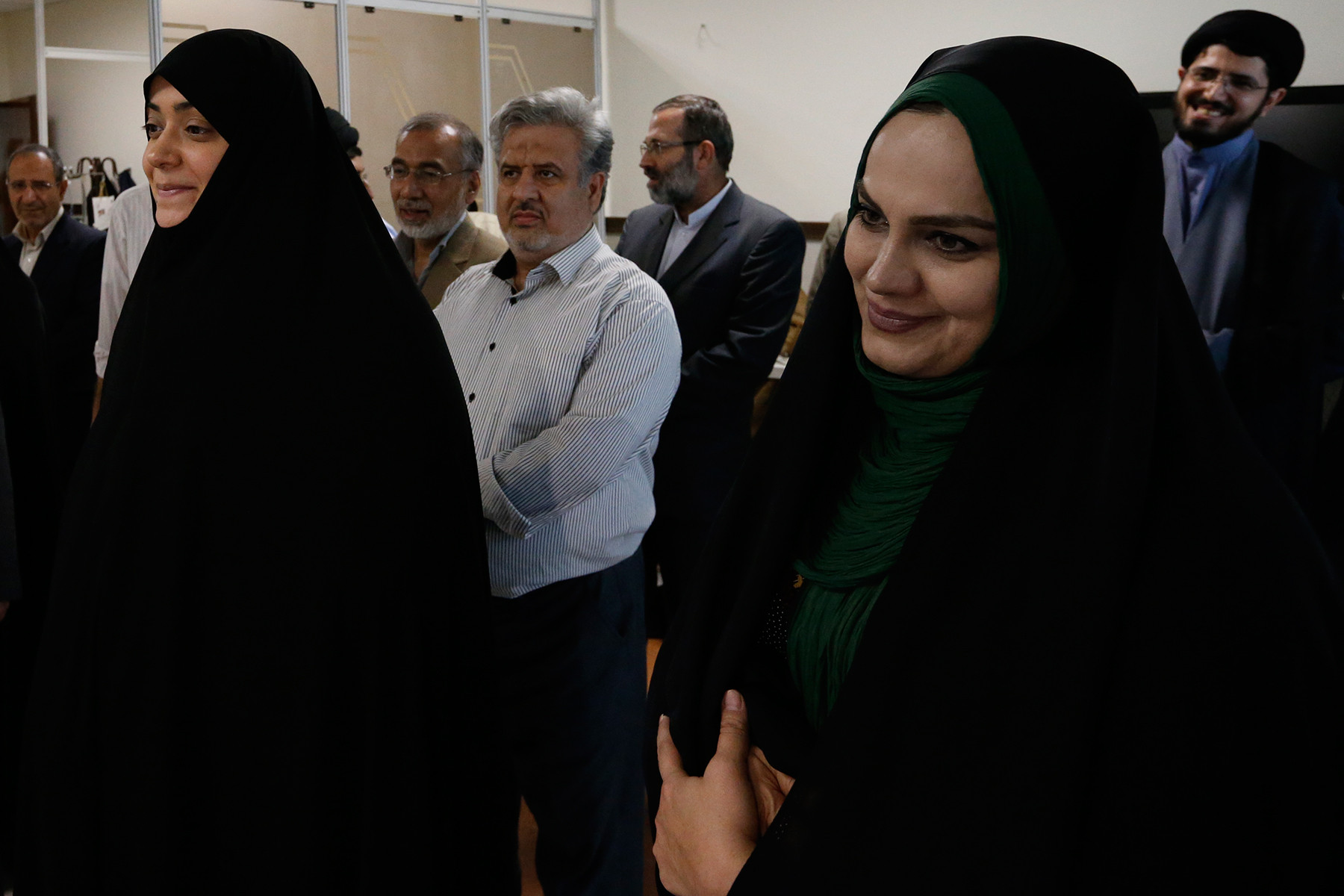
چرخنده در کنار نرگس آبیار در ملاقات با سید علی خامنه‌ای پس از عمل جراحی وی

الهام چرخنده که مدتی را با سخنرانی تبلیغاتی برای حجاب سپری می‌کرد طی یک سخنرانی در دانشگاه بابلسر با ویژه‌نامهٔ «با من قدم بزن» حضور یافت و در مورد وضعیت پوشش آنجلینا جولی طی سفری که به افغانستان داشت صحبت می‌کرد که در این میان یکی از دانشجویان از او پرسید که: شما نیز در آنجا بودید؟ در همین لحظه در پاسخ به پرسش یکی از حاضران که پرسید شما آنجا بودید؟ چرخنده پاسخ داد: نه، مامانتان بوده! وی در ادامه گفت: زدی ضربتی، ضربتی نوش کن. وی پاسخ توهین‌آمیز خود را این‌گونه توجیه کرد: که کسی که این‌طور می‌گوید باید این‌طور پاسخ بشنود.
چرخنده بعدتر این مسئله را تکذیب کرد و مدعی شد فیلم فوق، تقطیع شده است.

## تقدیر توسط مجلس شورای اسلامی

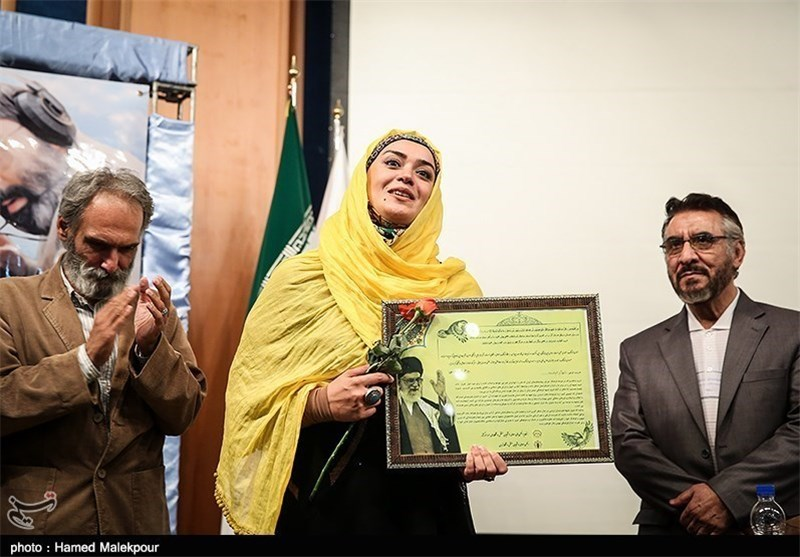
جشن فرهنگ و هنر انقلاب

الهام چرخنده، در کمیسیون فرهنگی مجلس نهم حضور یافت و این کمیسیون از وی به خاطر آنچه که آن را فعالیت‌های چرخنده در زمینهٔ دفاع و گسترش فرهنگ ایرانی-اسلامی و حجاب در میان جوانان می‌خواند، تقدیر کرد.
احمد سالک، رئیس کمیسیون فرهنگی مجلس، در این جلسه بیان کرد: جوانان حقیقت کلام را از زبان چرخنده بشنوند.

## فیلم‌شناسی

### سینما
| سال  | نام فیلم             | نقش       | کارگردان          |
| ---- | -------------------- | --------- | ----------------- |
| ۱۳۷۵ | عروسی مهتاب          |           | خسرو ملکان        |
| ۱۳۸۰ | هما (شبکهٔ ویدئویی)   |           | ناصر شاملو        |
|      | جنایت و مکافات       |           | امیر قویدل        |
| ۱۳۸۰ | شب یلدا              | مهناز     | کیومرث پوراحمد    |
| ۱۳۸۷ | سوگند                |           | شاپور قریب        |
| ۱۳۹۱ | دامنه‌های سفید        |           | محمدابراهیم معیری |
| ۱۳۹۲ | اسب‌ها همچنان می‌تازند |           | حسن نجفی          |
| ۱۳۹۲ | عشق و جنون           | زن بایرام | حسن نجفی          |

### تلویزیون

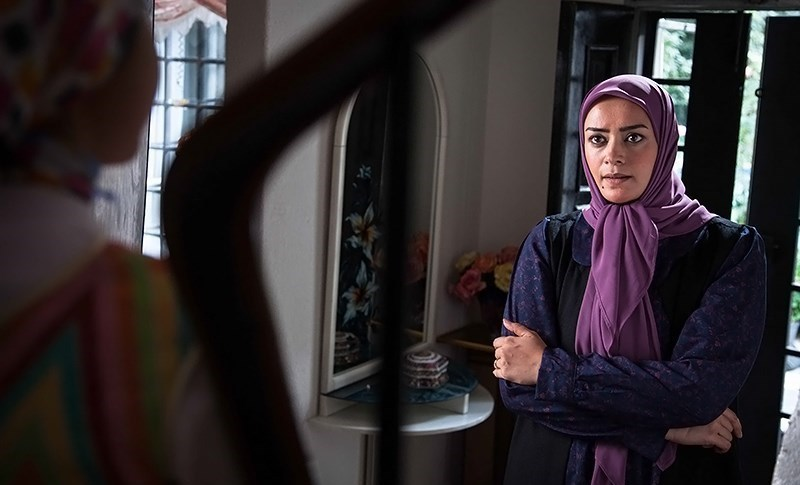
سریال آوای باران

| سال  | نام سریال        | نقش   | کارگردان       | شبکه   |
| ---- | ---------------- | ----- | -------------- | ------ |
| ۱۳۷۹ | داروخانه پرماجرا |       | رسول نجفیان    |        |
| ۱۳۸۲ | دایره تردید      |       | امیر قویدل     | یک     |
| ۱۳۸۳ | من یک مستأجرم    | نگار  | پریسا بخت‌آور   | سه     |
| ۱۳۹۰ | ششمین نفر        |       | بهمن گودرزی    | سه     |
| ۱۳۹۲ | پروانه           |       | جلیل سامان     | سه     |
| ۱۳۹۲ | آوای باران       | زیور  | حسین سهیلی‌زاده | سه     |
| ۱۳۹۴ | آسمان من         |       | محمدرضا آهنج   | سه/پنج |
| ۱۳۹۴ | بزم آخر          | رضوان | سجاد شهریاری   | دو     |

### تئاتر
| سال  | نام سریال     | کارگردان      | توضیحات          |
| ---- | ------------- | ------------- | ---------------- |
| ۱۳۷۹ | شباشب         |               | تله‌تئاتر         |
| ۱۳۸۱ | والس خداحافظی | جلال‌الدین دری |                  |
| ۱۳۸۲ | گیتار شکسته   | فرشید نوابی   | همچنین طراح صحنه |

### مستند
- باتوکیو[۳]
- لالایی‌های مادران دنیا[۳]

## جوایز
| سال  | جشنواره                                                  | بخش                       | برای         | نتیجه    |
| ---- | -------------------------------------------------------- | ------------------------- | ------------ | -------- |
| ۱۳۹۱ | اولین دورهٔ جشنوارهٔ نمایشنامه‌خوانی فردا، خانهٔ تئاتر ایران | بهترین نقش خوان زن        | انتهای مهتاب | برنده    |
| ۱۳۹۲ | سومین دورهٔ جشنوارهٔ فیلم‌های تلویزیونی جام‌جم، صدا و سیما   | بهترین بازیگر نقش مکمل زن | پروانه       | نامزدشده |